# Anil Kumar (ur. 1985)
Anil Kumar (ur. 4 marca 1985) – indyjski zapaśnik walczący w stylu wolnym. Zajął dziesiąte miejsce na mistrzostwach świata w 2007. Brązowy medalista igrzysk Wspólnoty Narodów w 2010. Wicemistrz Wspólnoty Narodów w 2009 roku.